# Plegaderus pitoni
Hister pitoni
Espèce
Synonymes
- †Hister pitoni Théobald, 1935

Plegaderus pitoni est une espèce fossile de coléoptères clown du genre Plegaderus dans la sous-famille des Abraeinae, dans la famille des Histeridae.

## Classification
Cette espèce est décrite sous le nom de Hister pitoni en 1935 par le paléontologue français Nicolas Théobald (1903-1981). Cette espèce est la seule fossile du genre.

### Holotype fossile
Le spécimen holotype R07712 vient de la collection Piton, collection conservée au Muséum national d'histoire naturelle à Paris. Ce spécimen du Néogène provient du lac Chambon, en Puy-de-Dôme. 

### Étymologie
Son épithète spécifique est nommée d'après le nom du collectionneur et paléoentomologiste le Dr Louis Émile Piton, ami de Nicolas Théobald.

### Renommage
L'espèce Hister pitoni est renommée Plegaderus pitoni en 2019 par Dégallier (d), Garrouste & Nel,.

## Description

### Caractères
Nous avons l'empreinte et la contre-empreinte d'un insecte de petite taille, privé des pattes et des antennes.
La tête est retirée dans l'évasement du prothorax et arrondie à l'avant, avec deux petits yeux sur les côtés.
Le corselet est fortement échancré à l'avant et prolongé sur les côtés par deux pointes ; les bords latéraux sont convexes ; il est arrondi à l'arrière ; sa surface est finement chagrinée.
Les élytres ont des angles nettement coupés à l'avant ; leur bord antérieur est concave ; ils dépassent le prothorax. Ceci n'est probablement qu'une apparence, due au fait que les élytres fortement bombés ont été écrasés lors de la fossilisation. L'épipleure est étroite. Le bord sutural est marqué par une ligne brun foncé. Les élytres, appliqués contre l'abdomen, laissent à découvert les deux derniers segments. L'avant-dernier a une largeur de 0,5 mm ; le dernier est encore plus étroit et arrondi à l'extrémité.

### Dimensions
Le spécimen holotype a une longueur totale de 1,1 mm; largeur de la tête : 0,3 mm; longueur du corselet :0,6 mm; longueur de l'élytre : 0,9 mm.

### Affinités
L'attribution de l'échantillon aux Histeridae ne peut être mise en doute. Mais il se distingue du genre Hister par la sculpture des élytres, qui sont dépourvus de stries. Heer décrit d'Oeningen (Croatie) huit espèces d'Hister qui sont de taille sensiblement plus grande et qui ont des élytres striés.

## Biologie
Les Histéridés sont rares dans les pays froids, abondants dans les contrées chaudes. Leurs larves carnassières vivent souvent avec les fourmis et les termites.

## Galerie
- Quelques espèces vivantes du genre Plegaderus.
- Plegaderus caesus.
- Plegaderus dissectus.
- Plegaderus vulneratus.

### Publication originale
- [1935] Louis Émile Piton et Nicolas Théobald, « Taxonomic names, in La faune entomologique des gisements mio-pliocènes du Massif Central. », Revue des Sciences Naturelles d'Auvergne, vol. (N. S.) 1, fascicule 2,‎ 1935, p. 65-104, 5 planches (DOI 10.5281/ZENODO.25694). ,[note 1]